# 牛筋藤属
牛筋藤属（学名：Trophis，異名Malaisia）是桑科下的一个属，为藤本植物。牛筋藤（Trophi scandens）就是該屬的一种植物，分布于东南亚和大洋洲。